# نيراه

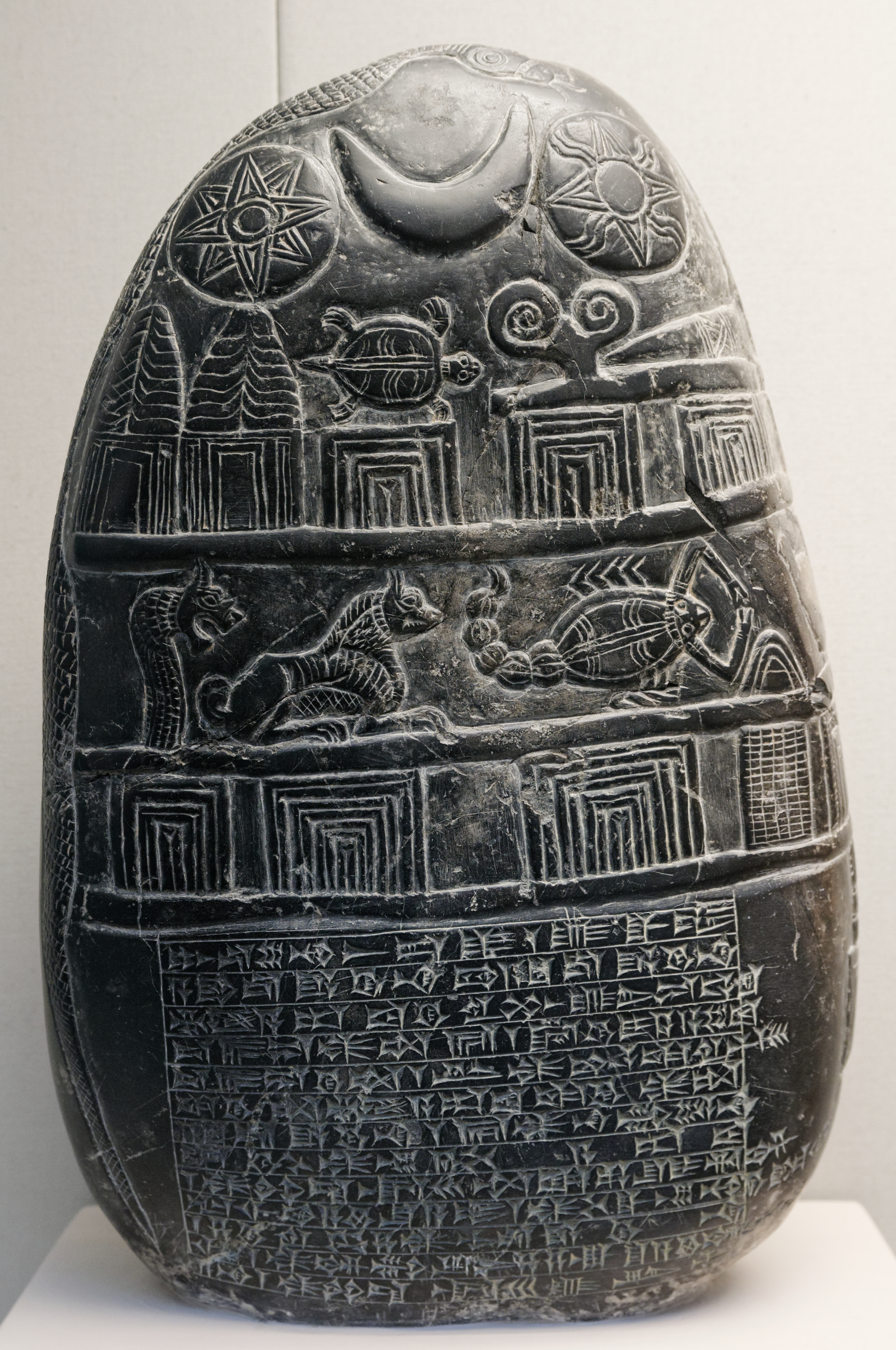
نيراه، مُصوَّر على شكل ثعبان على حجر كودورو (حجر حدود). غالبًا ما يُوجد على حافة حجر كودورو، مُحيطًا بالوثيقة الحجرية (حدود الأرض، أو صك الملكية).

نيراه كان إلهًا من بلاد ما بين النهرين، وكان رسولًا (شيبرو) لعشتاران، إله دير. وقد صُوِّر على شكل ثعبان.

## الاسم والشخصية
اسم نيراه يعني "الثعبان الصغير" في السومرية. يمكن كتابته بالرمز d MUŠ (السومرية: 𒀭𒈲 )، كما هو موثق بالفعل في نصوص الألفية الثالثة قبل الميلاد من إبلا. ومع ذلك، يمكن أن يشير هذا الشعار أيضًا إلى عشتاران، نينازو، إله الوصاية على شوشان، إنشوشيناك، إله الوصاية على إشنونة، تيشباك، وإله النهر البدائي إيرخان. باستخدام أداة تحديد مختلفة، مول موش، يشير إلى كوكبة هيدرا. كما توثقت التهجئات المقطعية، على سبيل المثال ني-را-آخ، ني-لاخ 5، ني-را-آخ و ني-را-خو.
كان يُخلط أحيانًا بين نيراه وإرخان، وهو في الأصل اسم الفرع الغربي من نهر الفرات، والذي تجسد كإله. لم يفهم التاريخ المبكر لهذين الإلهين بشكل كامل، وقد اقترح أن اسميهما كانا متشابهين مع بعضهما البعض، على الرغم من أن الرأي القائل بأنهما يشتركان في نفس الأصل غير مقبول عالميًا.
يمكن أن يُطلق على نيراه لقب "سيد العالم السفلي"، على الرغم من أنه شارك هذا اللقب مع العديد من الآلهة الأخرى، بما في ذلك نينازو، ونينجيشزيدا، ونرغال، والإله البدائي إنميسارا.
يمكن مقارنة الحبال أو الأمعاء بنيراه في الأدب الرافديني، على سبيل المثال في نقش كوديا، وفي ترنيمة لشولجي، وفي التعاويذ.

## الأيقونات
لا توجد مصادر معروفة تشير إلى أن نيراه قد صور في شكل مجسم. غالبًا ما يتعرف على الثعابين المرسومة على الكودورو على أنها تصوير له في النقوش المصاحبة. في كثير من الحالات، يحيط نيراه المتموج برموز الآلهة الأخرى. من المحتمل أن يتعرف على ثعبان مصور على لبنة مع نقش لأحد الحاكمين الكاشيين يحمل اسم كوريجالزو (كوريغالزو الأول أو كوريغالزو الثاني) الموجود بالقرب من دير على أنه نيراه. ومع ذلك، ليست كل ثعبان موجود في الفن الرافديني هو نيراه بالضرورة، حيث قد يمثل بعضها آلهة أخرى، مثل شيبو أو دونانو أو إله الدودة إيشكيبو. من المرجح أن الثعابين ذات القرون هي تمثيلات لكائنات أسطورية مثل باسمو وليس نيراه.
من المفترض أحيانًا أن الإله الذي تم تصويره بجسم علوي لإنسان وجسم سفلي لثعبان، والمعروف من الأختام الأسطوانية من العصر السرجوني، قد يكون نيراه. يزعم فرانس ويجرمان أن هذا غير معقول، حيث كان نيراه إلهًا خادمًا، بينما تم تصوير إله الثعبان على أنه "سيد مستقل"، وبالتالي من المرجح أن يكون إشتاران.

## الارتباطات مع الآلهة الأخرى
كان يُنظر إلى نيراه على أنه رسول (شيبرو) إشتاران، وإن لم يكن سوكالو له، حيث كان هذا الدور ينتمي إلى الإله قدما. ويمكن أيضًا اعتبار إشتاران والد نيراه. وعادةً ما يظهران معًا في قوائم الآلهة، وفي أحد التعليقات المتأخرة تعرف عليهما مع بعضهما البعض. وفي حالة واحدة، إدرج نيراه كعضو في بلاط شمش وليس إشتاران. على الأرجح اعتمد علماء اللاهوت في الألفية الأولى قبل الميلاد من سيبار المسؤولين عن تأليف النقش الذي يخاطبه على هذا النحو على حقيقة أن سيده كان معروفًا جيدًا كإله قاضٍ، على غرار شمش.
يمكن أيضًا ربط نيراه بالعديد من آلهة العالم السفلي، على سبيل المثال نينجيشزيدا. في قائمة آلهة بابل القديمة الواحدة يظهر إيشارا مباشرة بعده، ربما بسبب ارتباطهم المشترك بالثعابين.
في أسطورة رحلة إنكي إلى نيبور، تعمل نيراه كعمود لقارب الإله الذي يحمل الاسم نفسه.
لا يوجد مصدر معروف يشير إلى أن نيراه كان لديه زوجة أو أطفال.

## العبادة
الأدلة على القرابين المخصصة لنيرا نادرة نسبيًا، على الرغم من أنه يُفترض أنه كان يُعبد على الأقل في دير ونيبور. يؤكد نقش لأسرحدون يسرد الآلهة التي عادت إلى دير أن نيرا كان يُعبد في هذه المدينة. تذكر صيغة سابقة لملك مجهول الهوية من منطقة ديالى عرشًا وسيلا لنيرا، ربما كانا موجودين أيضًا في دير. في نيبور، يمكن اعتبار نيرا أحد الأرواح الحامية (أودوغ) أو البوابين (إيدو) لمعبد إيكور.
تظهر نيراه في الأسماء الثيوفورية من فترات السرجونية وأور الثالثة وإيسين لارسا والبابلية القديمة والكاشيتية والبابلية الوسطى. على سبيل المثال، هناك أربعة أسماء معروفة تشير إلى نيراه من الكاسيت نيبور. ومن المحتمل أيضًا أن الملك الرابع من سلالة أكشاك المعروف من قائمة الملوك السومريين حمل اسم بوزور نيراه، على الرغم من أنه اقترح أنه يجب قراءته بدلاً من ذلك على أنه بوزور إيرخان. قد يشير اسم واحد من أور الأخمينية أيضًا إلى نيراه وفقًا لفرانس ويجرمان. ومع ذلك، فإن بول آلان بوليو غير متأكد مما إذا كان الإله المذكور، والممثل بالكتابة اللوجغرافية د موش، يجب فهمه على أنه نيراه أو إيرخان. ينسخ الاسم المذكور مؤقتًا على أنه نيرحان، "نيراه قوية".

### الفهرس
1. 1 2 3 4  Wiggermann 1998a، صفحة 570.
2. 1 2  Lambert 2013، صفحة 238.
3. 1 2  Beaulieu 2021، صفحة 171.
4. ↑  Stol 2014، صفحة 65.
5. ↑  Koppen & Lacambre 2020، صفحة 153.
6. ↑  Krul 2018، صفحة 89.
7. ↑  Wiggermann 1998a، صفحات 570-571.
8. ↑  Wiggermann 1997، صفحة 43.
9. 1 2  Woods 2004، صفحة 67.
10. ↑  Wiggermann 1998، صفحة 332.
11. 1 2 3 4 5 6 7 8  Wiggermann 1998a، صفحة 572.
12. 1 2 3 4  Wiggermann 1998a، صفحة 573.
13. ↑  Woods 2004، صفحة 78.
14. ↑  Wiggermann 1992، صفحة 168.
15. 1 2  Woods 2004، صفحة 68.
16. ↑  Wiggermann 1997، صفحة 44.
17. ↑  Simons 2017، صفحة 87.
18. ↑  Woods 2004، صفحة 72.
19. ↑  Beaulieu 2021، صفحة 172.
20. ↑  Woods 2004، صفحة 71.
21. 1 2 3 4  Wiggermann 1998a، صفحة 574.
22. ↑  Bartelmus 2017، صفحة 310.
23. ↑  Michalowski 2008، صفحة 133.
24. ↑  Beaulieu 2021، صفحة 170.